# Vol Tara Air 197
Le vol Tara Air 197 est un vol intérieur régulier opéré par Tara Air (filiale de Yeti Airlines) de l'aéroport de Pokhara à l'aéroport de Jomsom au Népal. Le 29 mai 2022, l'avion Twin Otter transportant 22 personnes, (19 passagers et 3 membres d'équipage), a perdu le contact avec les contrôleurs aériens à 10 h 7 heure locale,. L'avion s'est écrasé dans le district de Mustang mais le statut de ses occupants est resté inconnu. L'avion a servi au tournage du film " L'ascension" réalisé par Ludovic Bernard, sortie le 25 janvier 2017 avec comme acteur principal Ahmed Sylla 

## Contexte
Selon Flightradar24, l'avion accidenté était un De Havilland Canada DHC-6 Twin Otter immatriculé sous le numéro 9N-AET. Il a effectué son vol inaugural en avril 1979.

## Vol
L'avion a décollé de Pokhara à 9 h 55 heure locale et devait atterrir à l'aéroport de Jomsom à 10 h 15. Selon l'autorité de l'aviation civile du Népal (en) (CAAN), il a perdu le contact avec les contrôleurs aériens à 10 h 7, au-dessus de Ghorepani (en), dans le district de Myagdi. Le vol transportait 22 occupants, dont 13 Népalais, quatre Indiens et deux ressortissants allemands. Il y avait deux pilotes et une hôtesse de l'air parmi les 13 Népalais sur le vol. NDTV a déclaré que les quatre passagers indiens étaient membres de la même famille vivant à Bombay.

## Intervention d'urgence
Les efforts de recherche ont d'abord été entravés par de mauvaises conditions météorologiques. La CAAN a déclaré qu'un hélicoptère de recherche de Jomsom avait fait un aller-retour en raison des conditions météorologiques. Des efforts de recherche ont également été menés par Kailash Air mais ceux-ci n'ont pas permis de localiser l'avion. L'emplacement du téléphone du capitaine a été suivi par le personnel de recherche et de sauvetage avec l'aide de Nepal Telecom. Un porte-parole de Yeti Airlines a déclaré que les données de suivi indiquent que le dernier emplacement du téléphone se trouvait dans les environs de Lete, un village du district de Mustang. La CAAC a déclaré qu'un émetteur de localisation d'urgence a réduit le dernier emplacement connu possible autour de la région de Khaibang.
Les habitants de Lete ont informé la police d'un « bruit inhabituel » près du village. Un policier a déclaré que la police enverrait un hélicoptère dans la région. Un contrôleur de la circulation aérienne à l'aéroport de Jomsom a également rapporté avoir entendu un bruit fort à peu près au moment de la disparition.
Cinq heures après sa disparition, l'épave de l'avion a été retrouvée près de Kowang (en), un village du district de Mustang. Des habitants ont rapporté avoir vu l'avion en flammes au pied du mont Manapathi, près de l'embouchure d'une rivière. Un responsable de l'armée népalaise a déclaré que du personnel se rendait sur le site de l'accident.
Les efforts de recherche et de sauvetage ont été annulés plus tard dans la journée en raison de chutes de neige sur le site présumé de l'accident.

## Réactions
L'ambassade indienne au Népal a publié un tweet sur la disparition peu de temps après qu'elle a été signalée. Des responsables de l'ambassade ont déclaré qu'ils « restaient en contact » avec les familles des quatre ressortissants indiens passagers du vol.